# Hydrophorus viridifacies
Hydrophorus viridifacies är en tvåvingeart som beskrevs av Van Duzee 1923. Hydrophorus viridifacies ingår i släktet Hydrophorus och familjen styltflugor. Inga underarter finns listade i Catalogue of Life.